# 泉口街道
泉口街道，是中华人民共和国湖北省荆门市东宝区下辖的一个乡镇级行政单位。

## 行政区划
泉口街道下辖以下地区：
金龙泉社区、大桥社区、浏河社区、沿河社区、青山社区、象山社区、苏台社区、苏畈桥社区、泉口社区、葛洲坝社区和凯龙社区。